# Garakowa: Restore the World
Garakowa: Restore the World (ガラスの花と壊す世界?, Glass no hana to kowasu sekai, lett. "Il fiore di vetro e il mondo distrutto") è un film d'animazione del 2016 diretto da Masashi Ishihama.
Il film, prodotto da A-1 Pictures, con la sceneggiatura di Fumihiko Shimo da un'idea di D.Backup, è uscito il 9 gennaio 2016. In tutto il mondo tranne i paesi asiatici è stato trasmesso in streaming da Crunchyroll in lingua originale sottotitolato.

## Trama
Dual e Dorothy sono due programmi che risiedono all'interno della Scatola della Saggezza. Il loro compito è quello di entrare nei vari mondi che contengono i ricordi delle persone attraverso molte linee temporali, eliminando i mondi che vengono infettati dai virus. Un giorno si imbattono in Remo, una ragazza che ha perso la memoria di chi è, che è alla ricerca di quello che è conosciuto come il giardino fiorito. Mentre cercano di capire chi sia, Dual e Dorothy trascorrono del tempo con Remo, imparando a trovare gioia in varie cose che normalmente riterrebbero inutili. Tuttavia, presto iniziano a conoscere non solo il vero scopo di Remo, ma anche lo stato del mondo al di fuori della loro scatola.